# 布蘭德鎮區 (北達科他州博蒂諾縣)
布蘭德鎮區（英語：Brander Township）是位於美國北達科他州博蒂諾縣的一個鎮區。

## 地方資料
布蘭德鎮區的面積為93.22平方千米，當中陸地面積為92.53平方千米，而水域面積為0.69平方千米。根據2010年美國人口普查的數據，當地共有人口54人，而人口密度為每平方千米0.58人。